# Columbia Presents: Native Brazilian Music – Selected and Recorded Under the Personal Supervision of Leopold Stokowski
Columbia Presents: Native Brazilian Music – Selected and Recorded Under the Personal Supervision of Leopold Stokowski, mais conhecido simplesmente por Native Brazilian Music, é um álbum musical lançado nos Estados Unidos da América em 1942 com vários músicos de renome da música brasileira, que foi gravado a partir de um evento que fez parte da chamada Política da Boa Vizinhança. O evento foi realizado na noite de 07 de agosto de 1940 no transatlântico S.S. Uruguay, atracado na Praça Mauá, no Rio de Janeiro. Apesar da ampla cobertura jornalística realizada no Brasil na ocasião das gravações, o álbum só seria lançado no país 46 anos após seu lançamento nos EUA.
O álbum marca a primeira vez que Cartola gravou em disco um samba de autoria própria.

## O Álbum
Em 1940, o maestro britânico radicado nos Estados Unidos, Leopold Stokowski, entrou em contato com Heitor Villa-Lobos para que ele selecionasse o melhor da Música Popular Brasileira da época para que esta fosse apresentada ao público estrangeiro. Na carta, datada de julho de 1940, Stokowski solicitava a ajuda para recolher e gravar “a mais legítima música popular brasileira”.
Villa-Lobos, então, convidou Pixinguinha, Donga, Luiz Americano, Zé Espinguela, João da Bahiana, Jararaca e Ratinho e o então jovem Cartola, além de um time de mais de cem músicos, que gravou cerca de 40 canções para o projeto batizado de “Native Brazilian Music”. Das quarentas canções gravadas, apenas dezesseis foram selecionadas e divididas em dois volumes, cada um contendo quatro discos 78-RPM. As dezesseis músicas selecionadas resumiam a música tipicamente brasileira criada na época, com influências afrobrasileiras e indígenas.
As notas na contracapa do álbum lançado propagandeavam: “Neste álbum da Columbia Records você tem a música autêntica do Brasil tocada primorosamente por músicos nativos, selecionada e gravada sob a supervisão pessoal de Leopold Stokowski”. O álbum trazia informações imprecisas e incorretas sobre o nome das composições, seus intérpretes e autores.
Em junho de 2020, o Museu Villa-Lobos, em parceria com a plataforma Google Arts & Culture, organizou uma amostra virtual gratuita intitulada "Native Brazilian Music: 80 anos" com imagens e histórias curiosidades desse evento.

### Faixas
| Disco 1 |                     |                   |                                   |         |  |
| N.º     | Título              | Compositor(es)    | Intérprete(s)                     | Duração |  |
| 1.      | "Macumba De Oxóssi" | Música folclórica | Zé Espinguela, Grupo Do Rae Alufá |         |  |
| 2.      | "Macumba De Iansã"  | Música folclórica | Zé Espinguela, Grupo Do Rae Alufá |         |  |

| Disco 2 |                      |                        |                                         |         |  |
| N.º     | Título               | Compositor(es)         | Intérprete(s)                           | Duração |  |
| 3.      | "Ranchinho Desfeito" | Donga, David Nasser    | Mauro Cesar                             |         |  |
| 4.      | "Caboclo Do Mato"    | Getúlio Marinho "Amor" | João da Baiana, Janir Martins, Jararaca |         |  |

| Disco 3 |                  |                |                            |         |  |
| N.º     | Título           | Compositor(es) | Intérprete(s)              | Duração |  |
| 5.      | "Seu Mané Luiz"  | Donga          | Zé da Zilda, Janir Martins |         |  |
| 6.      | "Bambo Do Bambu" | Donga          | Jararaca e Ratinho         |         |  |

| Disco 4 |                     |                                    |                               |         |  |
| N.º     | Título              | Compositor(es)                     | Intérprete(s)                 | Duração |  |
| 7.      | "Sapo No Saco"      | Jararaca                           | Jararaca e Ratinho            |         |  |
| 8.      | "Que Quere Quê Quê" | Donga, João Da Baiana, Pixinguinha | João da Baiana, Janir Martins |         |  |

| Disco 5 |                    |                       |                       |         |  |
| N.º     | Título             | Compositor(es)        | Intérprete(s)         | Duração |  |
| 9.      | "Zé Barbino"       | Jararaca, Pixinguinha | Pixinguinha, Jararaca |         |  |
| 10.     | "Tocando Pra Você" | Luiz Americano        | Luiz Americano        |         |  |

| Disco 6 |                          |                         |               |         |  |
| N.º     | Título                   | Compositor(es)          | Intérprete(s) | Duração |  |
| 11.     | "Passarinho Bateu Assas" | Donga                   | Zé da Zilda   |         |  |
| 12.     | "Pelo Telefone"          | Donga, Mauro De Almeida | Zé da Zilda   |         |  |

| Disco 7 |                     |                         |                          |         |  |
| N.º     | Título              | Compositor(es)          | Intérprete(s)            | Duração |  |
| 13.     | "Quem Me Vê Sorrir" | Cartola, Carlos Cachaça | Cartola                  |         |  |
| 14.     | "Teiru / Nozani-ná" | Música folclórica       | Coral Orfeão Villa-Lobos |         |  |

| Disco 8 |                    |                   |                                   |         |  |
| N.º     | Título             | Compositor(es)    | Intérprete(s)                     | Duração |  |
| 15.     | "Cantiga De Festa" | Música folclórica | Zé Espinguela, Grupo Do Rae Alufá |         |  |
| 16.     | "Canindé Ioune"    | Música folclórica | Coral Orfeão Villa-Lobos          |         |  |

### Ficha técnica
- Leopold Stokowski - Direção, Compilação
- Heitor Villa-Lobos - Orquestração
- Aluísio Dias - Violão (Faixa: 13)
- Laurindo Almeida - Violão (Faixa: 6)
- Pastoras da Mangueira - Coro (Faixa: 13)
- Luiz Americano - Clarinete (Faixa: 10)
- Pixinguinha - Flauta (Faixas: 3, 4, 5, 8, 11, 12)
- João da Baiana - Pandeiro (Faixas: 4, 8, 10)
- Alex Steinweiss - Design e arte do álbum

### Honrarias
- Em 2006 as canções foram arquivadas no Registro Nacional de Gravações da Biblioteca do Congresso dos Estados Unidos que, desde 2000, coloca anualmente 25 gravações importantes no Registro Nacional, cujo objetivo é a preservação do patrimônio cultural dos Estados Unidos.